# Namaquella
Genre
Namaquella est un genre d'araignées aranéomorphes de la famille des Trachelidae.

## Distribution
Les espèces de ce genre sont endémiques d'Afrique du Sud.

## Liste des espèces
Selon World Spider Catalog (version 26, 20/02/2025) :
- Namaquella arida Haddad, 2025
- Namaquella samanthae Haddad, 2025

## Systématique et taxinomie
Ce genre a été décrit par Haddad en 2025 dans les Trachelidae.

## Publication originale
- Haddad, 2025 : « And they just keep coming: four new genera of dark sac spiders from southern Africa (Araneae, Trachelidae). » African Invertebrates, vol. 66, no 1, p. 19-64 (texte intégral).